# Seramkråka
Seramkråka (Corvus violaceus) är en fågel i familjen kråkfåglar inom ordningen tättingar.

## Utseende och läte
Seramkråkan är en helt svartaktig kråka med kort stjärt. I visst ljus glänser fjäderdräkten i lila, vilket gett den det engelska namnet Violet Crow. Arten är den enda kråkan i sitt utbredningsområde. Lätet är udda för en kråka, ett nasalt trumpetande "err". Övriga läten är ljusare än hos de flesta kråkfåglar, bland annat ett gutturalt "kreh-kreh...".

## Utbredning och systematik
Fågeln förekommer enbart på Seram. Tidigare behandlades den som en underart till sundakråka (C. enca). 

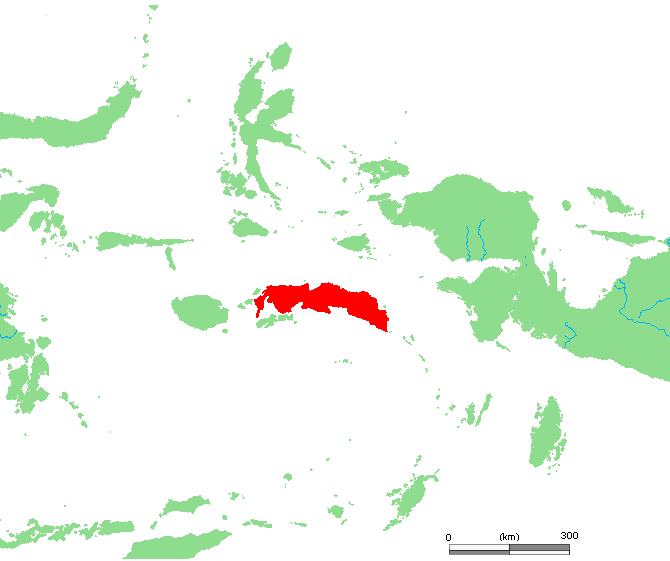
Fågeln förekommer endast på ön Seram i Moluckerna.

## Levnadssätt
Seramkråkan hittas i låglänta områden och förberg, i skog, skogsbryn och plantage. Den ses enstaka, i par eller i smågrupper, vanligen i trädtaket.

## Status och hot
Arten har ett stort utbredningsområde, men tros minska i antal, dock inte tillräckligt kraftigt för att den ska betraktas som hotad. Internationella naturvårdsunionen IUCN listar arten som livskraftig (LC).